# Anoia (Kalabrien)
Anoia ist eine italienische Stadt in der Metropolitanstadt Reggio Calabria in Kalabrien mit 2019 Einwohnern (Stand 31. Dezember 2023).

## Lage und Daten
Anoia liegt 77 km nordöstlich von Reggio Calabria. Die Nachbargemeinden sind Cinquefrondi, Feroleto della Chiesa, Giffone, Maropati, Melicucco und Polistena. Der Ort besteht aus den beiden Ortsteilen Anoia Inferiore und Anoia Superiore.

## Sehenswürdigkeiten
Im Ortsteil Anoia Superiore steht die Pfarrkirche. Im Inneren befinden sich Statuen aus dem 19. Jahrhundert.